# Iontophorese
Die Iontophorese (auch Iontopherese) ist ein medizinisches Verfahren zur Resorption von Arzneistoffen durch die Haut unter Anwendung eines schwachen elektrischen Gleichstromes.

## Prinzip
Die entsprechenden Arzneistoffe müssen dabei eine elektrische Ladung haben oder in einem Leitelektrolyten gelöst vorliegen, in dem sie mitgerissen werden. Nur so können sie im elektrischen Feld beschleunigt werden und somit die Haut durchqueren, um dann in das Blut oder in das Gewebe zu gelangen. Meist liegt das Medikament dabei in Salbenform vor. Aufgrund der sehr unterschiedlichen Resorption bei Patienten wird die Iontophorese nicht sehr häufig angewandt, meist in der Dermatologie.
Die Stromstärke kann etwa 10–30 mA erreichen, und wird, wie beim Stangerbad, langsam von 0 auf den Endwert hochgeregelt und bei Ende der Behandlung langsam heruntergeregelt. Die maximale Spannung, die für den Stromfluss notwendig ist und unter anderem vom Körperwiderstand abhängt, liegt bei etwa 60 V. Die Iontophorese wird mit Gleichstrom oder pulsierenden Gleichstrom, dies ist eine Form von Mischstrom, betrieben. Das Medikament wird auf feuchtes Zellstoffpapier unter eine Elektrode gebracht. Elektrisch positiv geladene Arzneistoffe (Kationen) werden unter die positive Elektrode platziert, negativ geladene Arzneistoffe (Anionen) unter die negative Elektrode. Kationische Medikamente sind z. B. Procain, anionische Medikamente sind z. B. Salicylate.
Auch kann die Leitungswasseriontophorese in Ein- oder Mehrzellenbädern durchgeführt werden. Bei einem 2-Zellen-Bad werden beispielsweise beide Behälter mit „normalem“ Leitungswasser gefüllt und die Elektroden eingetaucht. Die Elektroden sind mit einem Steuergerät verbunden, welches den Stromfluss regelt. Werden nun Füße oder Hände in das Bad eingetaucht (ohne die Elektroden zu berühren), fließt ein geringer Strom durch den Körper.

## Anwendungen
- Typische Anwendungen finden sich für topisch applizierte Analgetika, z. B. zur patientenkontrollierten Behandlung akuter postoperativer Schmerzen.[4] oder Mittel gegen rheumatische Erkrankungen, bei denen der Arzneistoff in ein Gelenk eindringen soll.
- Eine häufige Anwendung findet sich bei starker Schweißneigung der Haut (Hyperhidrose). Dabei wird das betroffene Körperteil in einem Wasserbad von einem Gleichstrom durchflossen. Das entsprechende Verfahren ist die Leitungswasseriontophorese (LWI). Die LWI wird mit Gleichstrom oder einem gepulsten Gleichstrom (im 10-kHz-Bereich) durchgeführt.
- Zur Behandlung atropher Hautnarben kann der Wirkstoff Tretinoin mittels Iontophorese in die Haut eingeschleust werden.
- Zur Behandlung der Cellulite kann Androstanolon-haltiges Gel u. a. mittels Iontophorese in das betroffene Unterhautbindegewebe eingeschleust werden.
- Zur Diagnose der Erbkrankheit Mukoviszidose wird ein Schweißtest, eine Pilocarpin-Iontophorese, angewendet.
- Zur Mikroinjektion von Fluoreszenzfarbstoffen in Pflanzenzellen bzw. Organellen.
- Zur Messung von per Iontophorese ausgeschleusten Metaboliten.[5]
- Zur Behandlung der Couperose kann der Abfluss des aufgestauten Blutes mit der Iontophorese gefördert werden.